# Baker McKenzie
Baker McKenzie — международная юридическая компания, основана в 1949 году в Чикаго юристами Расселом Бейкером (англ. Russell Baker) и Джоном МакКензи (John McKenzie).
В компании работают более 4 000 юристов в 77 офисах, которые расположены в 47 странах. 80 % юристов фирмы работают за пределами США.
В 2016 году оборот фирмы составил 2,62 млрд. долларов США. С 2006 года Baker McKenzie является 2-й по количеству юристов юридической компанией в мире, а с 2010 года — самой крупной в мире по обороту. 

## Деятельность в России
Baker McKenzie начала свою деятельность на территории России в 1989 году, став первой иностранной юридической фирмой в СССР. Основателем московского офиса компании стал английский юрист Пол Меллинг. 
С момента начала работы в России команда Baker McKenzie превратилась в успешную российскую юридическую фирму, одну из крупнейших на рынке, в которой ведущие позиции заняли российские юристы с международным опытом. Российская команда консультировала известные транснациональные компании, такие как: BAT, Siemens, Pepsi, Ford и многие др. 
15 марта 2022 г., после начала полномасштабного вторжения России в Украину, глобальный офис Baker McKenzie объявил, что нынешние российские подразделения Baker McKenzie, расположенные в Москве и Санкт-Петербурге, станут независимой юридической фирмой.
13 октября 2022 г. российская практика Baker McKenzie объявила о начале работы в качестве независимой юридической фирмы "Меллинг, Войтишкин и Партнеры", с офисами в Москве и Санкт-Петербурге. Новая фирма начала работу 14 октября того же года. 
"Меллинг, Войтишкин и Партнеры" продолжает сотрудничество с Baker McKenzie и является её приоритетной фирмой в России. 